# Isaac Simelane
Isaac Mandla Simelane (* 8. November 1967) ist ein ehemaliger eswatinischer Mittelstreckenläufer und Marathonläufer.

## Karriere
Isaac Simelane schied bei den Olympischen Sommerspielen 1992 in Barcelona im Wettkampf über 5000 und 10.000 Meter jeweils im Vorlauf aus. Bei den Olympischen Sommerspielen 1996 in Atlanta belegte er im Marathonlauf Platz 62.